# Banca centrale della Bolivia
La banca centrale della Bolivia è la banca centrale dello stato americano della Bolivia con sede a La Paz. È l'agenzia statale responsabile della gestione e della politica monetaria nel paese. È stata fondata il 20 luglio 1928 con il nome di Banca Centrale della Nazione Boliviana, sotto il governo di Hernando Siles Reyes, in sostituzione della Banca della Nazione Boliviana che era in vigore dal 1911. Il 20 aprile 1929 la banca adottò il nome attuale e il 1° luglio 1929 iniziò ufficialmente le operazioni.
La Banca Centrale della Bolivia ha il potere di emettere e amministrare il boliviano, la valuta nazionale del paese; per garantirne la stabilità; gestire la politica creditizia del paese; fornire sostegno monetario e finanziario al governo; gestire le riserve auree e valutarie; fungere da prestatore di ultima istanza per le banche operanti nel territorio boliviano; e di rappresentare la Bolivia in istituzioni internazionali come il Fondo Monetario Internazionale, la Banca Mondiale e la Banca del Sud.

## Storia
Prima della Banca Centrale della Bolivia ci fu la Banca della Nazione Boliviana, creata con la legge del 7 gennaio 1911. Aveva il potere di emettere banconote con caratteristiche di incisione e colore diverse da quelle utilizzate da altre banche di emissione in Bolivia, tra cui la Banca Nazionale della Bolivia, fondata nel 1872. Le operazioni del Banco de la Nación Boliviana iniziarono le operazioni l'11 maggio 1911 con un capitale di quasi 16 milioni di boliviani, per lo più forniti dallo Stato e una piccola parte da banchieri di Londra, Parigi e del pubblico. Il 1º gennaio 1914, con il governo di Ismael Montes, fu promulgata una legge che concedeva al Banco de la Nación Boliviana il diritto esclusivo di emissione monetaria. Allo stesso modo, in quella data la banca rilevò la sezione bancaria della Banca Agricola della Bolivia. Tuttavia, il Banco de la Nación Boliviana non ebbe le funzioni di una banca centrale.
L'evoluzione dell'economia boliviana portò molte sfide al Banco de la Nación Boliviana. Per questo motivo, il governo di Hernando Siles Reyes commissionò a un gruppo di esperti stranieri, guidati dall'economista americano Edwin Walter Kemmerer, lo studio e la formulazione di una serie di leggi che avrebbero dato forma a una nuova istituzione. La Missione Kemmerer aveva già esperienza nel settore avendo riorganizzato diverse banche centrali di altri paesi. Con questa esperienza, la Missione Kemmerer si concentrò sulla creazione di una Banca Centrale indipendente e di una Sovrintendenza Bancaria autonoma. Alla fine, il 20 aprile 1929, la banca fu rinominata Banca Centrale della Bolivia e il 1º luglio 1929 iniziò ufficialmente le operazioni. con filiali in sette grandi città della Bolivia, oltre alla sede centrale di La Paz, sede del governo del paese.